# Zorzines azumai
Zorzines azumai là một loài bướm đêm trong họ Noctuidae.